# Во-Вилен
Во-Виле́н (фр. Vaux-Villaine) — коммуна во Франции, находится в регионе Шампань — Арденны. Департамент — Арденны. Входит в состав кантона Рюминьи. Округ коммуны — Шарлевиль-Мезьер.
Код INSEE коммуны — 08468.
Коммуна расположена приблизительно в 185 км к северо-востоку от Парижа, в 95 км севернее Шалон-ан-Шампани, в 18 км к западу от Шарлевиль-Мезьера.

## Население
Население коммуны на 2008 год составляло 182 человека.
| 1962 | 1968 | 1975 | 1982 | 1990 | 1999 | 2008 |
| ---- | ---- | ---- | ---- | ---- | ---- | ---- |
| 176  | 139  | 147  | 145  | 160  | 186  | 182  |

## Экономика
В 2007 году среди 116 человек в трудоспособном возрасте (15—64 лет) 88 были экономически активными, 28 — неактивными (показатель активности — 75,9 %, в 1999 году было 77,3 %). Из 88 активных работали 82 человека (51 мужчина и 31 женщина), безработных было 6 (1 мужчина и 5 женщин). Среди 28 неактивных 10 человек были учениками или студентами, 8 — пенсионерами, 10 были неактивными по другим причинам.

## Фотогалерея

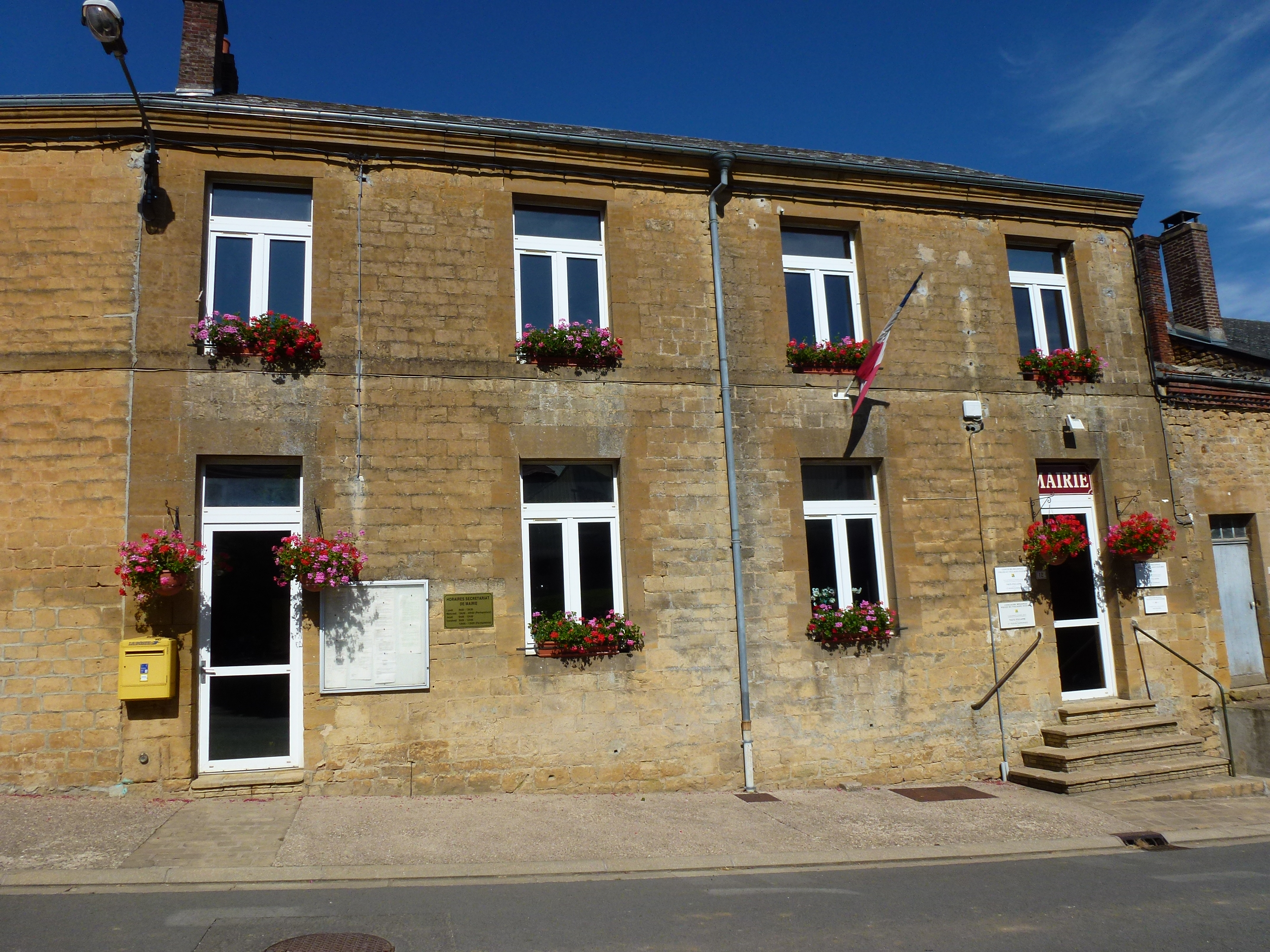
Мэрия
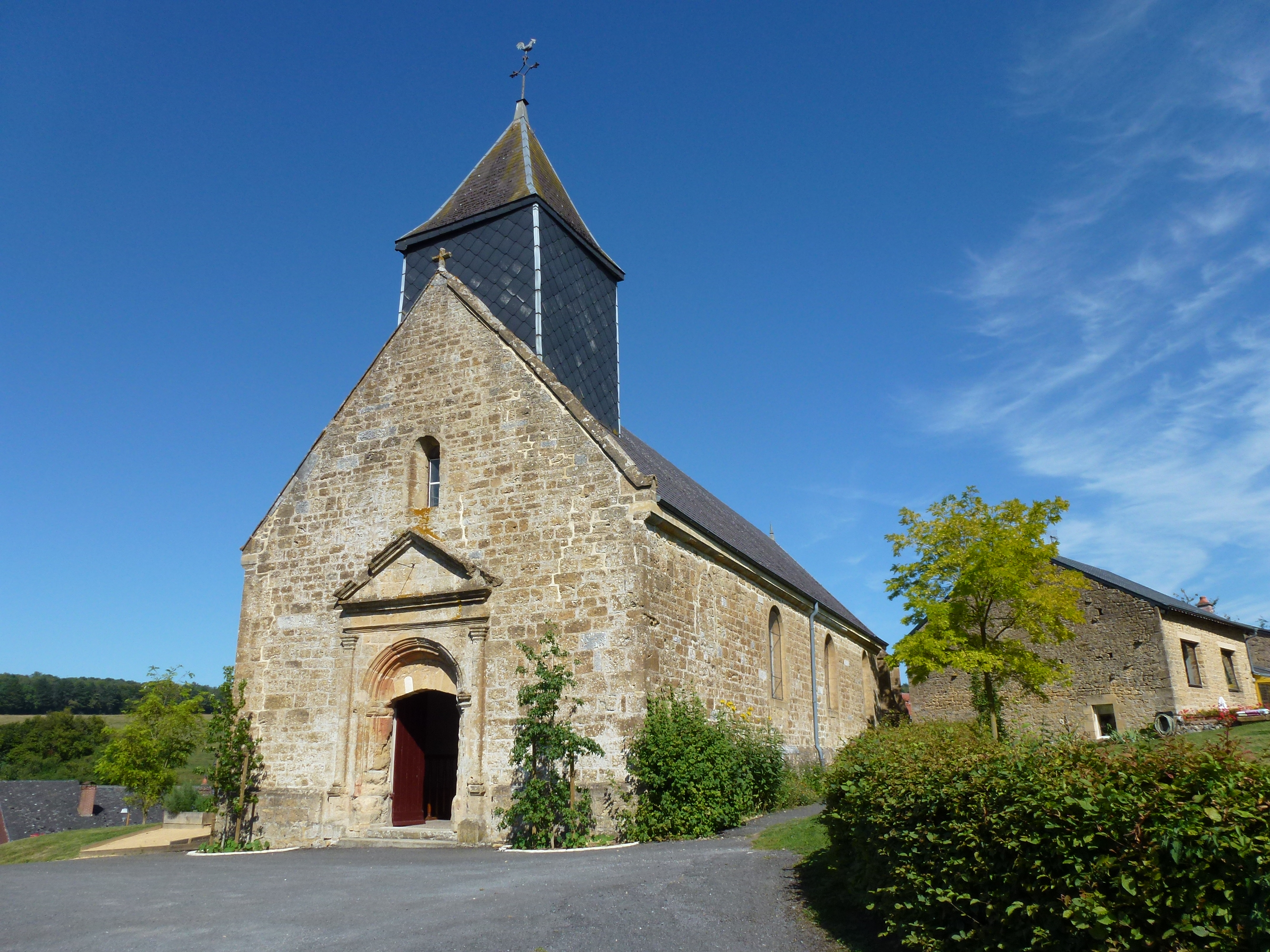
Церковь Сен-Реми
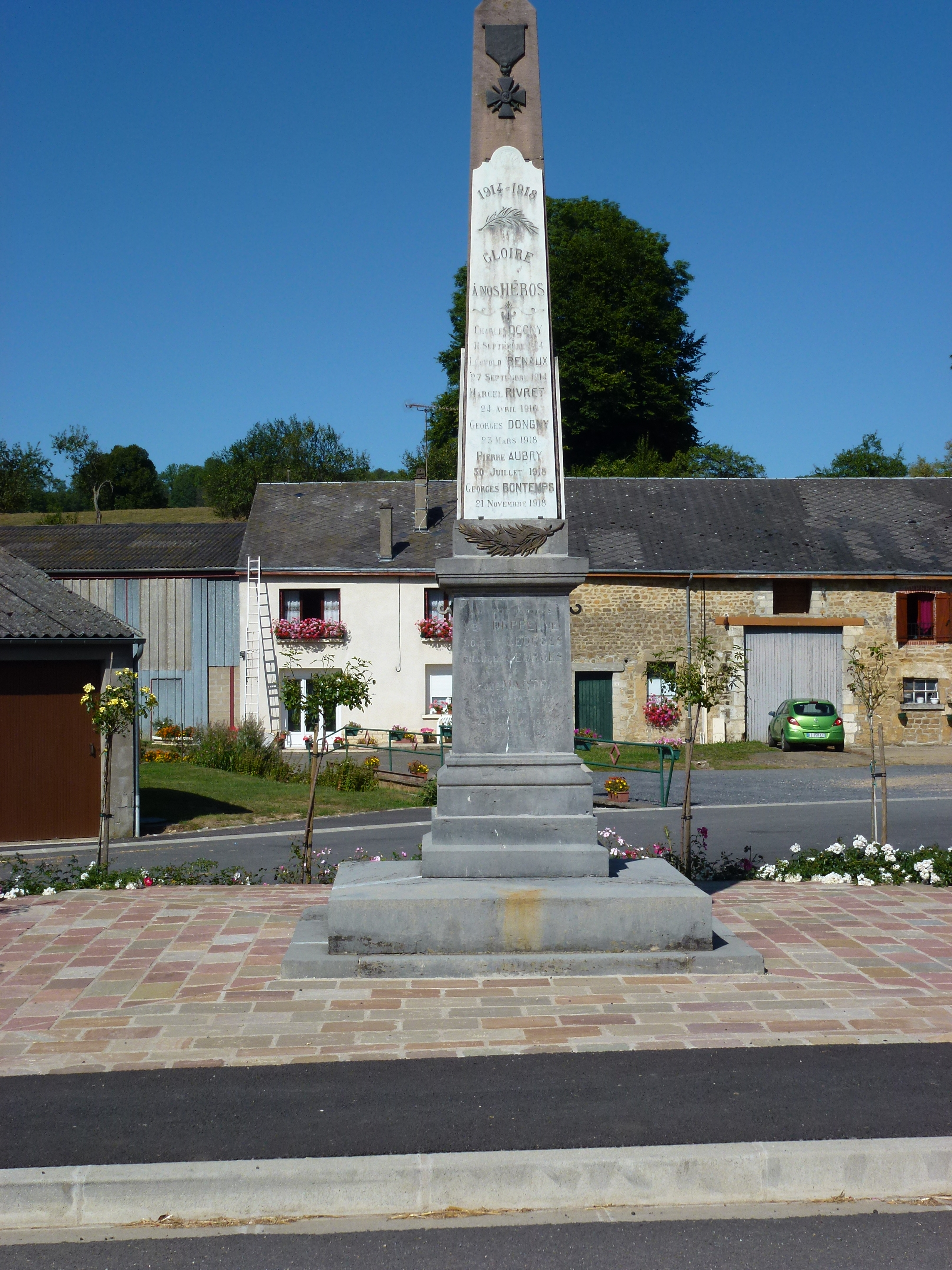
Памятник погибшим в Первой мировой войне
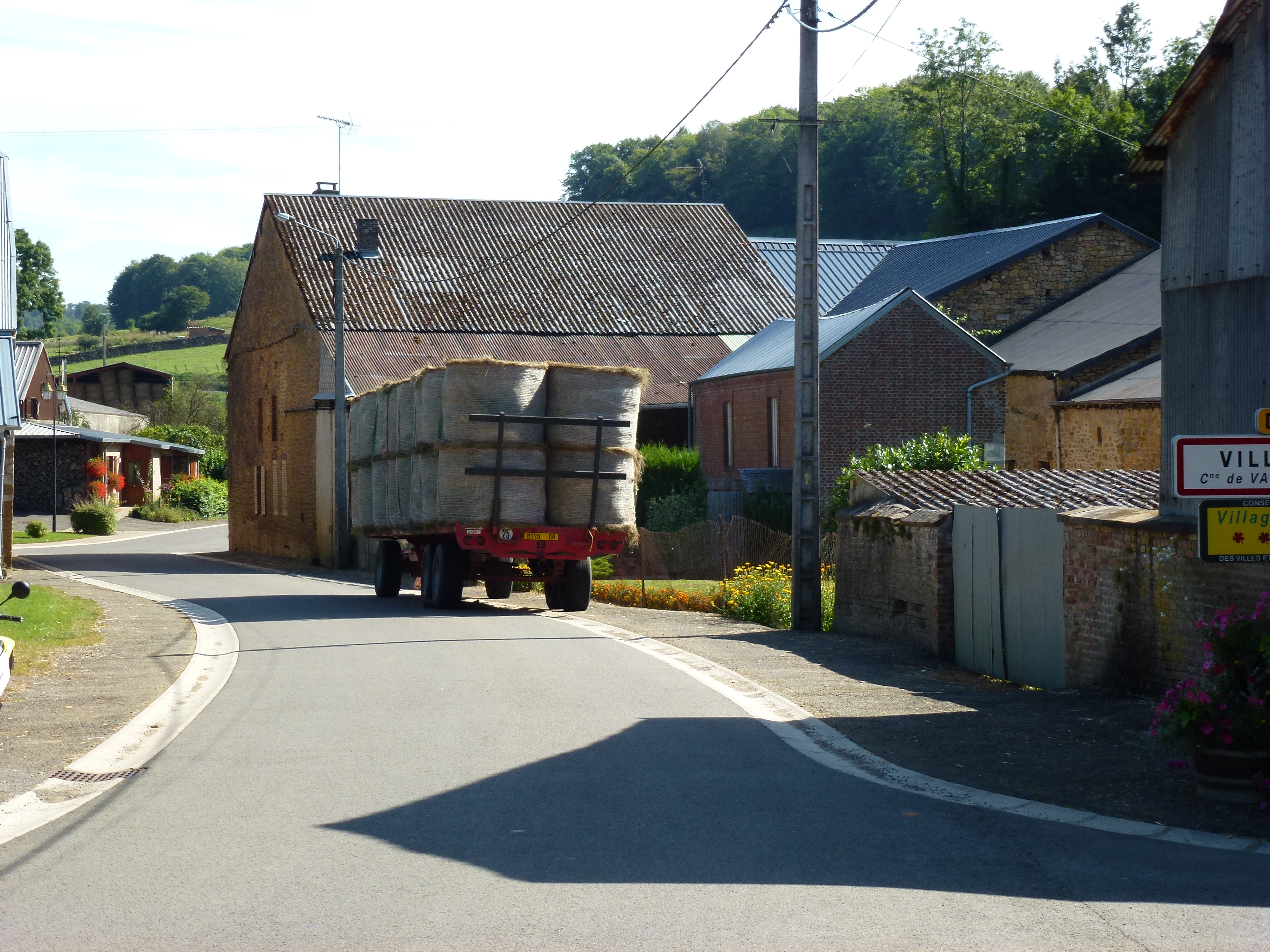
Во-Вилен